# 赤羽線
赤羽線（日语：／ Akabane sen */?）是一條由東日本旅客鐵道（JR東日本）所經營、連結位於東京都豐島區的池袋與位於東京都北區的赤羽，長度只有5.5公里的鐵路線。雖然距離很短，但赤羽線在JR的鐵路系統中卻是屬於幹線等級的主要路線。在營運系統上該線是埼京線的一部份，因此在包括列車時刻表之類的資料中，大都以埼京線稱呼之，很少會見到直接標示正式名稱「赤羽線」的情況。包括起訖車站在內，赤羽線全線都位於JR東日本東京支社的管轄範圍內。

## 概要
全線根據旅客營業規則定為電車特定區間，也根據該規則包括在大都市近郊區間的「東京近郊區間」，與IC乘車卡「Suica」的首都圈地域。
埼京線通車前，本線是山手線的一部分。

## 路線資料
- 管轄（事業類別）：東日本旅客鐵道（第一種鐵道事業者）
- 路段（營業距離）：池袋－赤羽 5.5公里
- 軌距：1067毫米
- 站數：4個（包括起終點站）
  - 若只限屬於赤羽線的車站，排除屬於山手線的池袋站與屬於東北本線的赤羽站[1]則為2個。
- 複線路段：全線
- 電氣化路段：全線（直流1500V）
- 運行方式：ATC方式
- 保安裝置：ATC-6
- 最高速度：90公里/小時
- 運轉指令所（日语：運転指令所）：東京綜合指令室
- 列車運行管理系統（日语：列車運行管理システム）：東京圈輸送管理系統（ATOS）

全線由東京支社管轄。

## 車站列表
- 特定都區市內制度適用範圍車站：：東京山手線內、：東京都區內
- 所有車站均位於東京都內。

| 中文站名    | 中文站名 | 日文站名 | 英文站名 | 站間營業距離 | 累計營業距離 | 所在地 |
| ----------- | -------- | -------- | -------- | ------------ | ------------ | ------ |
| [山] · [区] | 池袋     |          |          | -            | 0.0          | 豐島區 |
| [区]        | 板橋     |          |          | 1.8          | 1.8          | 板橋區 |
| [区]        | 十條     |          |          | 1.7          | 3.5          | 北區   |
| [区]        | 赤羽     |          |          | 2.0          | 5.5          | 北區   |

### 廢站
- 十條站（初代）：1906年廢除，池袋站起計3.0公里附近[2]。